# Mack NO
De Mack NO was een vrachtwagen van de Amerikaanse fabrikant Mack Trucks die gebruikt werd als artillerietrekker voor groot geschut. Het voertuig werd gemaakt in opdracht van het Amerikaanse leger. Tijdens en ook na de Tweede Wereldoorlog is het voertuig ingezet. De officiële Amerikaanse typeaanduiding was: Truck, 7,5 ton, 6×6, Prime Mover.

## Geschiedenis
In 1940 begon Mack Trucks met de ontwikkeling van een artillerietrekker voor het Amerikaanse leger. Het voertuig met een laadvermogen van 7,5 ton zou geschikt moeten zijn voor het trekken van het 155mm-M59 Long Tom veldkanon en 240mm-houwitser. De eerste opdracht voor de bouw werd verstrekt in september 1940 en in januari 1942 vervoerde het eerste voertuig, van het type NO-1, een affuit voor het 240mm-houwitser van de Bucyrus fabriek in Milwaukee, Wisconsin, naar een militaire testfaciliteit, de Aberdeen Proving Ground.
De NO-1 was het eerste van een serie van vijf zeer vergelijkbare voertuigen. De NO-2 week in details af van de NO-1. De lier die bij de NO-1 boven de voorbumper was geplaatst verdween naar de onderkant en de bestuurderscabine kreeg ook een dak van canvas, terwijl de NO-1 nog een metalen dak had. Van de NO-2 werden 403 eenheden besteld die allemaal in 1943 werden geleverd. De NO-3, NO-6 en NO-7 weken marginaal af van de NO-2. Van de NO-3 en NO-6 werden in totaal 1.097 exemplaren besteld die allen in 1943 en 1944 werden afgeleverd. De NO-7 was de laatste van de serie en hiervan werden er 188 geleverd in 1944 en 362 in 1945. Van deze laatste versie zijn veel exemplaren niet ingezet, maar werden na de oorlog geleverd aan de legers in opbouw van onder andere Engeland, Frankrijk, België en Nederland. In totaal zijn er zo’n 2.053 Mack NO artillerietrekkers gebouwd.
De NO-4 en NO-5 waren zware bergingsvoertuigen. Van beide typen zijn alleen maar prototypen gebouwd. Beide voertuigen waren uitgevoerd met een Gar Wood kraan die naar links en rechts kon zwenken om lading op te pakken. Deze voertuigen zijn niet in productie genomen.

## Beschrijving

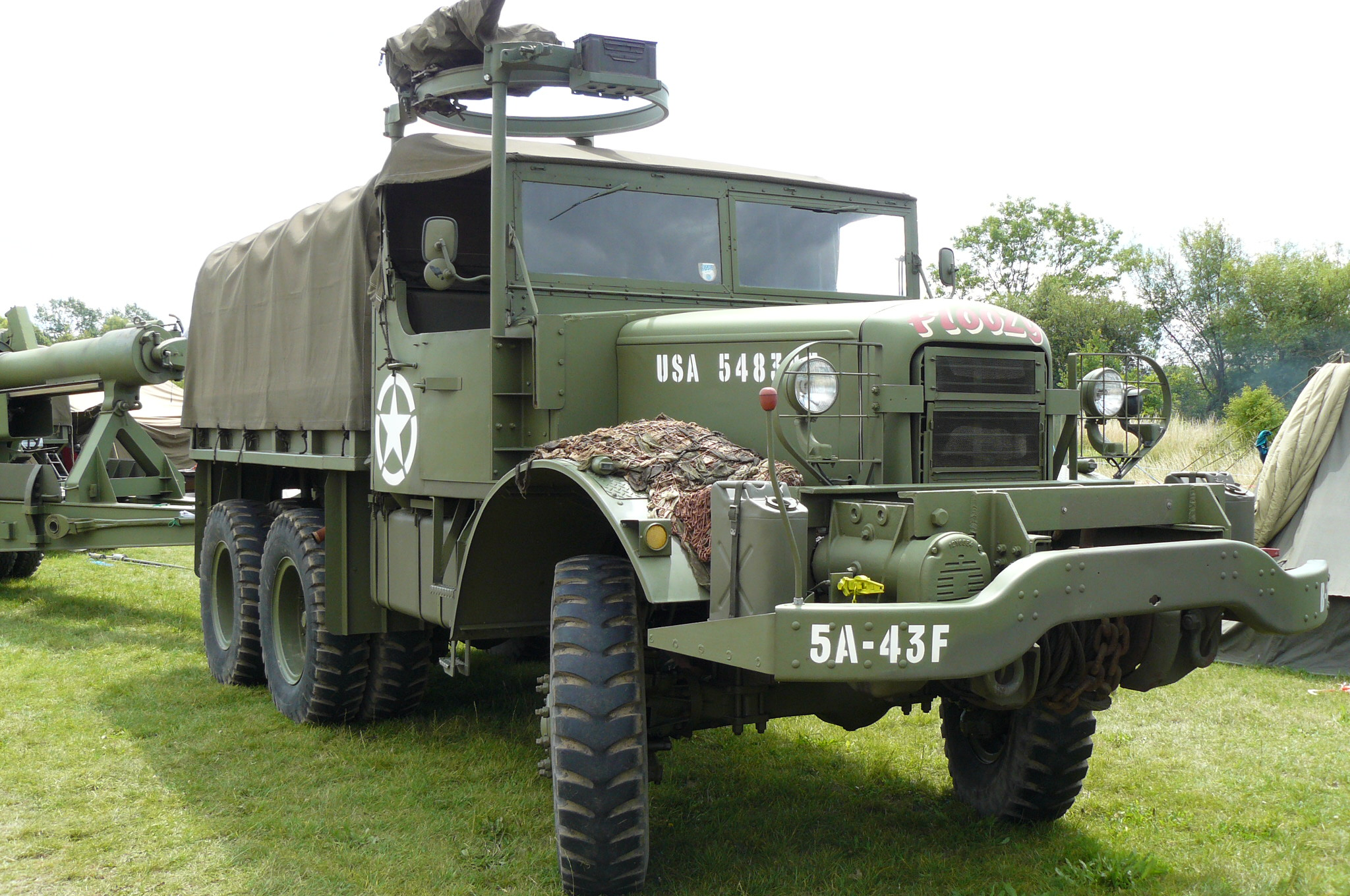
Mack NO

De artillerietrekker had een normale opbouw. Een torpedofront met de motor voorin, een grote bestuurderscabine die plaats bood aan vijf militairen en een laadruimte. De motor was een Mack EY, zescilinder benzinemotor met een cilinderinhoud van 11,6 liter. Het vermogen van de motor was 170 pk. De versnellingsbak had 5 versnellingen voor- en 1 achteruit. Door de installatie van een extra reductiebak konden de versnellingen in hoge- als lage gearing gebruikt worden (5F1Rx2).
De laadruimte was 3,35 meter lang en 2,4 meter breed en er kon 7,5 ton vracht worden meegenomen. Vanaf de NO-2 was er aan de achterkant van de laadruimte een kleine kraan geïnstalleerd die hulp bood bij het plaatsen van het kanon. Alle zes wielen, met 14.00-24 banden, werden aangedreven (6×6). Het gewicht van het voertuig was ongeveer 13,2 ton in lege staat en ruim 20 ton volgeladen. De benzinetanks, aan beide zijden van het voertuig één, hadden een totale capaciteit van 640 liter. Aan de voorzijde van het voertuig was een Gar Wood lier geplaatst met een trekkracht van 18 ton. De lier kon helpen bij het plaatsen van het geschut of het voertuig helpen als het vast was komen te zitten.

## Naslagwerk
- (en)  Bart Vanderveen, Mack’s in the Services and Beyond, ISBN 1 870067 09 6
- TM 10-1679 MACK NO-2, 3 & 6 MAINTENANCE MANUAL APR.1943